# Gilling (Mythologie)
|  | Dieser Artikel oder Abschnitt wurde wegen inhaltlicher Mängel auf der Qualitätssicherungsseite des Projekts Germanen eingetragen. Dies geschieht, um die Qualität der Artikel aus diesem Themengebiet auf ein akzeptables Niveau zu bringen. Bitte hilf mit, die Mängel dieses Artikels zu beseitigen, und beteilige dich an der Diskussion! |

Gilling ist in der nordischen Mythologie ein Riese, den die Zwerge Fjalar und Galar nach ihrem Verbrechen an Kvasir ertränken, um sich eines Mitwissers zu entledigen. Die Frau des Gilling bricht in lautes Klagen über den Verlust ihres Gatten aus. Die beiden Bösewichter wollen sie mundtot machen und erschlagen sie mit einem Stein. Die Rache übernimmt Gillings Sohn Suttung, der die Zwerge auf eine vom Meer überspülte Klippe setzt, bis sie die Kessel mit dem Skaldenmet, den sie aus Kvasirs Blut gebraut haben, zur Sühne an ihn ausliefern. Die Mythe wird durch Snorri Sturluson in seinem Werk Skáldskaparmál überliefert.